# Hope Dworaczyk
Hope Dworaczyk ([dvɔˈrat͡ʂɨk] Port Lavaca, 21 de novembre de 1984) és una model eròtica estatunidenca.

## Biografia
A l'abril de 2009, Hope fou escollida la Playmate del mes per la famosa revista eròtica masculina Playboy, després de celebrar el 55è Aniversari de la revista. Hope va aparèixer en la portada de la publicació amb Seth Rogen. Aquesta portada va ser realitzada pel fotògraf Stephen Wayda.
Posteriorment, Hope va ser triada la Playmate de l'any 2010. Per primera vegada en la història de la revista, Hope va ser escollida perquè els seus posats fossin publicats en tres dimensions (3D).